# Rink hockey en Suisse
La pratique du rink hockey en Suisse commence au début du XXe siècle. Elle fait suite à l'introduction du rink hockey par des hôteliers soucieux de satisfaire les désirs de fortunés touristes anglophones venus profiter de leurs résidences secondaires sur les bords du lac Léman. Au vu de l'enthousiasme des Suisses pour cette nouvelle discipline, des entrepreneurs locaux profitent de cette aubaine pour développer cette mode en construisant ou aménageant des terrains destinés à la pratique du hockey. Cette mode s'estompe et est remplacée par celle du dancing juste avant le début de la première Guerre mondiale. Les terrains de hockey sont progressivement réinvestis pour des activités de music-hall. Si bien que le Montreux hockey club est, dans les années 1920, le dernier club à posséder un terrain de rink hockey dans le pays.
Le club de Montreux décide, afin de pouvoir se confronter à des adversaires, de créer un tournoi international. Le tournoi de Pâques, désormais appelé Coupe des Nations, invitent les meilleurs représentants des autres pays pratiquants. Ce tournoi réputé permet à la Suisse, lors d'événements mondains, de se donner une envergure internationale et de fonder des organismes tels qu'en 1924 la Fédération internationale de patinage à roulettes, alors même qu'il faudra attendre 1932 pour que réapparaisse un championnat suisse.
Au début des années 1930, le rink hockey reprend son souffle en Suisse. Deux nouveaux clubs créés à Genève permettent de fonder un championnat suisse. La discipline est alors définitivement introduite, même si elle reste balbutiante à certains moments. Les manques d’infrastructure et de moyen financier empêchent le rink hockey de se développer autant qu'il aurait été possible. Ces difficultés resurgissent durant les années 1960 qui sont marquées par une situation délicate sur le plan international pour la Suisse : l'équipe nationale ne parvient pas à remplacer les joueurs cadres par de jeunes joueurs. Ces lacunes non résolues se font ressentir lors des deux décennies suivantes, durant lesquelles la Suisse est en retrait vis-à-vis des nations de hauts-niveaux.
Le rink hockey va connaître un important développement dans le canton de Berne durant les années 1980. La Suisse va par la suite se rétablir sur le plan international. Elle va presque atteindre, au milieu des années 2000, le Graal en terminant à la deuxième place du championnat du Monde. À cette époque le nombre de licenciés est en augmentation pour atteindre les 1 500 licenciés en 2016, répartie entre 19 clubs suisses et 5 étrangers.

## Histoire

### Les prémices à l'apparition
P. C. Crawford, propriétaire d'un skating rink à Coney Island aux États-Unis, décide d'importer en Angleterre des skatings rink conçus sur le même modèle que le sien. Cela fut un véritable succès sur le plan financier. En 1885, le rink hockey voit le jour à Londres où une cinquante de ces skatings sont construits. La pratique du patinage, appelé la rinkomania, atteint son apogée à la fin des années 1890. Les skating rink se répandent dans les Îles Britanniques, au point qu'ils jouissent en 1910 d'une grande réputation en Angleterre, en Écosse et en Irlande. 
Mais cette mode pour les skatings ne se limitent pas aux pays européens, elle se diffuse à travers le monde entier : l'Algérie, l'Australie ou bien la Turquie connaissent l'arrivée des American Skating Rink.
En Suisse, au début du XXe siècle, les Anglais sont présents dans la station de la Riviera vaudoise. Le secteur du tourisme est en pleine croissance, et de nombreux anglais s'y rendent en voyage. En 1909, un rapport de la Société de Développement indique que le nombre de nuitées annuellement est passé de 293 000 en 1908 à 369 000 nuitées en 1909. Afin de répondre aux attentes et aux besoins de leur clientèle en termes de divertissement, P. Pilivet, un hôtelier suisse à Montreux décide d'aménager un terrain. Quelques années auparavant, ce dernier a transformé en 1904 la Pension Pilivet construit en 1860 en un nouveau lieu d’accueil le Montreux Palace. Bien plus tard, dans les années 1930, P. Pilivet est toujours intéressée par le rink hockey puisqu'en tant que président du conseil d'administration des hôtels National et Cygne, il fait partie des comités d'organisation des championnats européens. L'association pour la Suisse entre le tourisme et le sport sera toujours en vigueur à la sortie de la seconde guerre mondiale.

« L'hôtel moderne devient de plus en plus une cité en petit, un microcosme ; il veut être de plus en plus indépendant ; souvent, il fabrique lui-même son électricité et son pain. Il veut que ses hôtes trouvent à leur portée tout ce qui leur est nécessaire. L’industrie hôtelière suisse, qui tient le premier rang, se devait de posséder, la première, un « pavillon des sports » ; et Montreux, aujourd'hui, offre à ses hôtes, dans une nouvelle annexe du Montreux-Place, ce « pavillon » fort bien aménagé. »

### Les années 1910, un effet de mode
C'est à partir de 1910 que l’on recense une recrudescence de créations de « Skating Rink ». Il s’agit de surfaces sur lesquelles des patineurs peuvent évoluer librement. Ils ont la possibilité de s’y adonner notamment à la course, à la danse, au hockey, etc. Ces Skating Rink voient leurs apparitions dans quelques villes romandes mais aussi dans toute la Suisse. Mais l’utilisation de ces terrains à des fins de hockey a essentiellement lieu en Suisse romande dans les villes des environs du Lac Léman.
Mi-mai, Laurent Cormier (1882-1945) et son frère ouvrent l'American Skating Rink du boulevard du Pont-d’Arve à Genève et quelques jours plus tard un appel est diffusé dans la presse pour attirer des joueurs à constituer une équipe. Cet appel est bien reçu puisque le 9 juin 1910, la première rencontre répertoriée en Suisse est disputée. Celle-ci voit la confrontation entre l’American Skating Hockey-Club et Geneva Skating Hockey Club : elle est remportée par l’American Skating HC sur le score de quatre buts à un. Durant tout l’été des parties sont disputées. Fin juin, une rencontre est disputée entre Genève et Lausanne à laquelle participe Arnold Mégroz et quinze jours plus tard, le Florissant H.C. perd encore lors de sa revanche contre Lausanne H.C. à Genève à l'American Skating Rink du boulevard du Pont-d’Arve, en s’inclinant sur le score d’un but à rien dans cette rencontre intercantonale.
À la rentrée en septembre 1910, un American Skating Rink s’ouvre à Montbenon au sous-sol du Casino de Lausanne-Ouchy. La piste de 300 m2 est ouverte tous les soirs. Lors de la rénovation du terrain en décembre 1910, il y est mis une piste en érable. C'est Arnold Mégroz qui y dirige les exercices. Ce dernier, un professeur de culture physique avait décidé de se lancer dans l’aventure du skating en ouvrant en février 1910, un skating rink à Lausanne. Ce skating est revêtu d’un plancher en linoleum. Les équipes sont mixtes et l'on y joue avec une balle de tennis et une canne de bambous recourbé et gainée de caoutchou.
Fin septembre 1910, le premier championnat suisse de hockey sur patins à roulettes est lancé par les équipes de Servette F.C., du Florissant F.C., de l’American H.C. et de Lausanne H.C. Ce championnat se déroule du 29 septembre 1910 au 1er novembre 1910. Après avoir remporté ces deux premiers matchs, l’American est sacrée championne de Suisse. 
La structuration du rink hockey dans la région romande est en cours et se poursuit. Dès novembre, un projet de création d’une fédération suisse est lancé à la suite de l’engouement de la discipline popularisée par l’Américan Skating. Ce projet ne tarde pas à se réaliser. La Fédération suisse de hockey sur patins à roulettes est constituée en janvier 1911 lors d’une séance à Genève. J. Matthey en est le premier président et Arnold Mégroz le vice-président. Le HC Bâle ne peut pas s’affilier à la fédération, car en plus d’être déjà rattaché à la fédération allemande, les règles ne sont pas les mêmes. La fédération suisse se rattache à la fédération internationale.
Durant l’automne les matchs se poursuivent et au printemps, en mars 1911, un championnat lausannois est lancé et met aux prises quatre équipes : Montriond, Cantonal, Bobsleigh Club et Lausanne HC. Le 29 mars 1911, l’American Skating Club de Genève rencontre Bobsleigh Club à l’American Skating du casino.
En 1911, Alexandre Emery, directeur d’hôtel montreusien, installe une piste en bois exotique qui coute 100 000 francs-or, dans le Pavillon de Montreux qui est construit cette même année pour 3 000 000 francs. Celle-ci a longtemps été considérée comme étant la meilleure du monde. Il impose un code vestimentaire, chemise blanche et nœud papillon noir, mais cela ne résistera pas à la guerre.
À partir septembre 1912, la mode du hockey est peu à peu remplacée par de nouvelles. La salle de l’American Skating Rink qui a subi d’importants travaux, laisse lors de sa réouverture davantage de place au music-hall et commence à restreindre l’utilisation de la salle aux patineurs. Il faut attendre la fin de l’année pour voir la reprise des entrainements à l’American Skating Rink du casino de Montbenon. Cette perte de vitesse se fait également sentir en 1914 en observant qu'Arnold Mégroz se consacre à la danse,.
Durant ces quelques années, l’engouement de la population, même s’il a été fort, n'est pas total, ni pour le hockey, ni pour les skatings en général. En avril 1910, la pratique du patin à roulettes est telle que le conseil d'État décide d'interdire l'évolution des patineurs dans les rues de plusieurs villes. La piste pour patins à roulettes, inaugurée en septembre 1910 à Zurich dans le pavillon de Tonhalle, ne sera pas utilisée pour la pratique du hockey. Certaines voix se font entendre contre les projets de créations de skating. Un conseiller municipal démocrate, Alexandre Wakker s’insurge à la suite d’un projet de construction d’un skating rink à la pointe de l’Île. Il reproche notamment à celui-ci de dénaturer le site récemment réaménagé, ainsi qu'aux activités annexes tel que les buvettes de perturber la tranquillité du voisinage. Il souligne également le coût financier pour un projet qui répond à ce qu'il estime être une mode qui ne durera pas « pendant bien des années ».

### L'entre-deux-guerres, une seconde introduction difficile

#### Montreux, unique club des années 1920
En 1920, la presse fait pour la première fois échos d'une rencontre, qui plus est international, depuis la fin de la guerre. Lors de cette partie, Montreux bat Paris sur le score de huit buts à deux. Après la Première Guerre mondiale, le rink hockey fait un très bref retour dans ville de Genève. Il faut attendre 1921 pour que la discipline y réinvestisse les murs. Servette et Genève s'affronte au nouveau skating de la plaine Plainpalais. Et une semaine après, Genève rencontre l'équipe de hockey du Cercle des sports pour le challenge Ducim. Après cela, le rink hockey disparaît de la ville pendant 10 ans, jusqu'en 1931 alors que la ville connaissait dans les années 1910 de nombreux clubs. La situation s'aggrave pour le rink hockey. Il « n'est pratiqué que par de rares initiés et est encore bien ignoré » et une constatation est faite qu'en 1926 la Suisse ne possède plus qu'un unique terrain de hockey situé à Montreux, alors qu'elle en possédait quatre avant la guerre (Genève, Lausanne, Lucerne, Montreux). Cette disparition de la discipline est confirmée en novembre 1927 en indiquant que Montreux est la seule ville Suisse dans laquelle subsiste le hockey.

#### Une Suisse ouverte à l'Europe
Le rink hockey n'a pas disparu en totalité de Suisse puisqu'elle est parvenue à maintenir l'existence d'un unique club, Montreux. Le destin de la discipline et du club va être particulièrement lié au cours de la décennie. Pendant l'entre-deux-guerres, la Suisse va entretenir régulièrement ses relations avec ses pays voisins, par l'organisation de nombreuses parties en dehors du cadre des championnats européens, mondiaux ou des Coupes des Nations.
La Suisse va régulièrement défier des équipes françaises au cours des années 1920. En 1923, au Luna Park se tient la première rencontre de la Coupe Oréum que Montreux remporte en battant Paris. Une seconde édition a lieu en 1926 et est remportée également par Montreux. Le titre est disputé une troisième entre ces deux équipes en 1928. En mars 1926, Montreux affronte l'équipe de France représentée par Bordeaux. En octobre 1926, le HC Fresnoy de Tourcoing vient se confronter aux Suisses. En 1927, en vue de financer la participation de la Suisse aux JO d'Amsterdam, Montreux dispute une partie contre le champion de France. Deux semaines plus tard, c'est en terres françaises que les deux équipes se rencontrent à nouveau. Fin mai 1928, Montreux et Biarritz s'affronte lors d'un tournoi que les Français finissent par remporter. Fin 1930, Montreux reçoit Bordeaux. Le local termine la série de rencontres avec deux victoires et une égalité.
La Suisse ne va cependant pas limiter ses relations à son seul voisin français. Elle va aussi se rendre ou accueillir des équipes italiennes. Début 1926, Montreux accueille et se déplace lors de diverses rencontres organisées contre le Sempione HC de Milan. En février 1926, Herne Bay et Montreux se rencontre de nouveau, avec comme résultat une égalité et une victoire montreusienne. Après avoir perdu en 1926 en Italie face au HC de Novare, Montreux gagne ses trois revanches à domicile. En 1928, Montreux se déplace à Milan pour deux rencontres : la première se conclut sur une victoire suisse et la seconde sur une égalité.
Même si les rencontres avec les Allemands sont plus minoritaires en dehors du cadre de compétitions officielles, ce type de rencontre n'est pas inexistant. En fin d'année 1928, l'équipe de Montreux rencontre les Allemands du HC Stuttgart.
La Suisse est de temps à autre conviée à des grands événements internationaux non officiels. Ces événements peuvent prendre la forme de tournée durant laquelle une équipe va se déplacer successivement chez différents adversaires, ou bien prendre la forme d'un tournoi accueillant des représentants d'au moins trois pays. Lors de sa tournée internationale en octobre 1925, le Montreux HC en sus de rencontrer des équipes françaises, va aussi en terre anglaise. L'année suivante, Montreux parvient à réunir lors d'un tournoi une équipe italienne et une française : HC Sempione et Paris HC.

#### L'internationalisation de la Suisse
En dehors des matchs amicaux, la Suisse participe aux différents championnats d'Europe. Elle organise même un son propre tournoi dénommé selon les éditions tournoi de Pâques ou tournoi de Montreux, désormais connu sous le nom de la Coupe des Nations.
Deux matchs internationaux sont organisés afin de préparer le championnat européen 1925. L'un contre Herne Bay HC, l'autre contre Gros Caillou HC. L'équipe suisse (Mayer, Bloch, S. Renkewitz, H. Renkewitz, Fransioli) s'en sort victorieuse devant les Anglais puis les Français. Une seconde phase de préparation conduit l'équipe suisse à se rendre en Italie à Milan. Dans la composition de l'équipe seul Fransioli est remplacé par Chevrolet. En mars 1927, Montreux organise un tournoi international auquel participent notamment Novare et Manchester, juste avant le championnat d'Europe organisé également à Montreux. La Suisse ne s'isole pas en ne participant pas qu'aux compétitions officielles. Même dans le cadre des compétitions officielles, elle s'ouvre également aux autres en proposant des rencontres non-officielles. Lors du chemin du retour du championnat d'Europe 1934 qui se déroule en Angleterre, la Suisse qui surprise d'avoir été battu sévèrement par l'Italie, propose à celle-ci une revanche à Montreux avant que les joueurs ne rentrent chez eux. Sur la période d'entre-deux-guerres, le bilan de la Suisse est mitigé. L'Angleterre remporte l'intégralité des douze compétitions organisées. La Suisse, elle ne termine qu'une seule fois à la seconde position et trois fois à la troisième place pour un championnat composé de six ou sept équipes. Elle termine même une fois dernière en 1939 alors qu'elle évolue à domicile.
Lorsque Montreux organise le championnat d'Europe, celui-ci se substitue au tradition tournoi de Pâques : le championnat d'Europe remplace le tournoi de Montreux. La compétition, créée en 1921, alterne selon les éditions entre match opposant des clubs ou des pays. Ce tournoi existe avant même la création de la compétition européenne. Certaines éditions du championnat sont historiques. C'est notamment le cas de celle de 1924 : c'est la première fois qu'une équipe allemande rencontre une autre équipe depuis la Guerre. 
La coupe des Nations 1930 réunit six clubs qui sont champion en titre de leur pays. Les délégations arrivent la veille du début de la compétition qui commence le jour du Vendredi saint et qui se termine le lundi suivant. La compétition, annoncée par une campagne d'affichage diffusée sur l'ensemble de la Suisse Romande, est suivi par 1 500 spectateurs au moins. L'Angleterre remporte la compétition par une victoire décisive sur la France lors du dernier match. En 1932, Montreux continue d'organiser son habituel tournoi. Celui-ci regroupe alors cinq pays qui s'opposent sous le format de match aller-retour lors de vingt rencontres organisés en fin d'après-midi et début de soirée. Bien que l'édition 1933 ne regroupe que quatre équipes, la presse souligne que cette compétition connait « chaque année un succès retentissant ».
Par l'expérience démontrée par l'organisation chaque année d'une compétition accueillant des équipes venant de plusieurs pays européen, Montreux a su se positionner afin de profiter de ces occasions pour se développer en Suisse, de développer la discipline en Europe et ainsi d'obtenir la confiance de ses partenaires européens. Dès 1924, la FIPR est créée à Montreux avec quatre pays fondateurs : l’Allemagne, la France, la Grande-Bretagne et la Suisse. Le siège de l'institution est établi à Montreux. Montreux s'entoure de personnalités extérieures au rink hockey, qu'elles appartiennent au milieu sportif ou bien à la politique. Lors de la seconde édition du championnat d'Europe en avril 1927, les présidents de la fédération de hockey sur glace et sur terre sont membres du comité d'honneur. Le maire de Herne Bay, la capitale anglaise du rink hockey, rend une visite officielle à son homologue de Montreux à l'occasion du championnat d'Europe 1929. En 1929, Montreux organise le congrès annuel de la FIPR durant le championnat d'Europe.
Cette consécration et reconnaissance de la ville est fortement marqué en 1931. Cette année-là, la France se désiste de l'organisation du championnat européen. Montreux parvient à obtenir l'organisation de l'édition 1931. Les plus grandes instances de l'époque décident alors d'y organiser le 8e congrès annuel de la FIPR à Montreux à l'occasion du championnat d'Europe. Il y est décidé que la section hockey de la FIPR aura Montreux comme bureau central son siège. De manière plus anecdotique, parmi les sept pays participant à la compétition de 1931, on peut noter la présence du Portugal qui après avoir fait une première apparition européenne en 1930, débarque pour la première fois en Suisse.

#### La résurgence de clubs
Les efforts du club de Montreux à la fin des années 1920 vont permettre au rink hockey, non seulement de ne pas disparaître, mais surtout de se développer. En 1928, Montreux dispute un match de propagande à Neufchâtel dans le but d'y fonder un club. Ce type exhibition se poursuit lorsque Montreux rencontre Tourcoing (France) à Lausanne. Alors qu'en 1924, le rink hockey est qualifié par la presse comme étant « quelque chose de curieux, d'étrange même et d'admirable tout à la fois », en 1930, le rink hockey a alors une grande vogue même si Montreux reste toujours le seul club de Suisse. 

Il faut attendre 1931 pour voir l'apparition de nouveaux clubs avec notamment l'Étoile Carouge qui devient par la suite le Servette HC avant d'adopter le nom de Genève HC (en vigueur en 1943). À la suite de la formation de deux équipes à Genève - Urania Genève et Étoile Carouge- en plus de l'unique représentant antérieur, un premier championnat suisse de hockey sur roulettes est organisé en 1932. Montreux remporte la compétition, Étoile Carouge prend la seconde place et Urania Genève finit dernier.
- 1934 : le HCR Zurich perd sa deuxième rencontre face au FGCM Bologne (Italie)[99].
- 1935 : les équipes premières et réserves de Bienne et Zurich se rencontrent[100]. Dans le cadre du championnat Dopolavoro (Montreux[101]), Zurich et Étoile Carouge s'affrontent[102]. Étoile Carouge part en tournée en Italie durant laquelle le club rencontre SGSI Mussolini (Bologne), FC Pusioli et le Lazio[103].
- 1941 : le Lausanne R.H.C. est créé dans la salle du Comptoir suisse, il sera éventuellement transféré dans la patinoire de Montchoisy, Émile Crosa participe à l'assemblée constitutive[104]. Le club compte des sections de hockey sur glace, sur roulette et sur terre[105].
- En mai 1942 à Berne, l'assemblée générale de la fédération suisse limite le nombre de siège dont dispose un club à un, et admet deux nouveaux clubs Fortuna et le Roll Sport Cluz Zurich[106].
- 1945 : la ville de Zurich possède au moins quatre clubs : Zurcher Rollschuhclub, Roller Zurich, Rollersport Zurich et Élite Zurich. Cela permet d'avoir un championnat composé de deux séries de cinq et quatre équipes, avec en plus des équipes zurichoises les équipes du Rollsportler Fortuna, du HC Genève, du RS Bâle, et les deux équipes du HC Montreux[107]. Pierre Gervaz de Montreux est considéré comme un pionnier du hockey sur roulette en Suisse romande[107].

### La seconde guerre mondiale, le maintien de la discipline

#### De l'arrêt à la reprise des activités internationales
En 1939, la Suisse organise le second championnat du monde après celui organisé par l'Allemagne en 1936. Bien que conviées à Montreux, les sélections argentines et canadiennes ne participent pas à la compétition. À l'issue du délai d'inscription du 20 mars 1939, sept équipes toutes européennes sont inscrites. Les Allemands sont les premiers arrivés sur le site de la compétition, les autres pays n'arrivant que la veille du début de la compétition le 7 avril. Avant le début de la rencontre, les organisateurs font visiter aux délégations les « charmes de la région ». C'est la première fois que les Portugais viennent en Suisse. À l'occasion de leur rencontre face à la Suisse, le coup d'envoi de la rencontre est donné par l'actrice française Janine Darcey. Le Portugal laisse une bonne impression au public suisse. L'Angleterre, sélection grande favorite de la compétition, remporte le tournoi. Il s'agit du dernier championnat du monde avant l'interruption de la compétition en raison de la Seconde Guerre mondiale.
Cependant quelques rencontres internationales ont tout de même lieu durant la guerre. En mars 1940, une rencontre entre une sélection suisse composée de joueurs de Montreux et de Zurich affronte l'équipe nationale italienne. Quelques semaines plus tard, la Suisse représentée par Zurich est battue par l'Italie du Rink Hockey Milan. En 1941, l'équipe de Montreux se déplace en France pour affronter le HC Lyon au Palais d'Hiver. Il remporte le match par trois buts contre deux. Le match retour en Suisse marque le premier match à Montreux depuis le début de la guerre. Il voit la victoire de Montreux sur Lyon par six buts à un. Ces deux seuls matchs entre Montreux et Lyon tiennent lieu de coupe des nations 1941.
Il faut attendre 1945 et la fin de la guerre pour voir reprendre les rencontres internationales. Bien que devant participer au tournoi de Pâques à Montreux en 1945, l'équipe de française de Lyon n'a pas eu les autorisations administratives pour quitter la France. Les autres équipes participantes sont toutes suisses, à savoir l'équipe de Montreux et son équipe réserve, Roller Zurich et Genève. Néanmoins, il est prévu que dans le cadre des jeux de Genève 1945, une rencontre entre la Suisse et la France soit organisée. Le 30 juin 1945, Genève organise son tournoi annuel à Plainpalais où les deux équipes du club affrontent le champion de Suisse, Montreux et le champion de France, Lyon sous la direction de Casalis. Lyon s'incline en final face à Montreux.
L'équipe suisse reprend également les rencontres à l'étranger dès 1945. Le HC Montreux se rend en visite au Portugal à Lisbonne pour trois semaines avec deux remplaçants et deux officiels. L'effectif est alors composé de Crosa, R. Gervaz, Martinetti, Monney et Millasson, ainsi que Moret et Zanazzo. Crosa est devenu père en ayant eu sa fille Liliane qui se distinguera dans les années 1960 en patinage artistique. À cette occasion, le club se fait surprendre par le type de jeu pratiqué par les clubs locaux se servant des crosses comme des clubs de golf. Avec une victoire face à Santo Amaro, et des défaits contre le Portugal, Lisbonne, SC Benfica, Cintra, Montreux revient en Suisse avec de nombreux joueurs blessés.
Pour la première fois depuis 1939, le congrès de la fédération international de rink hockey se tient en 1946. Sous la présidence de son fondateur Fred Renkewitz, l'Espagne, l'Afrique du Sud et les États-Unis obtiennent leur affiliation portant à quatorze le nombre de fédération dont désormais celle des États-Unis forte de 4 500 licenciés. Le tournoi de Montreux reprend une dimension internationale avec la présence de sept équipes européennes Anvers, Biarritz, Bordeaux, Lisbonne, Novare, Montreux et Monza.

#### La poursuite des activités: championnat et fédération
Bien que la guerre fasse cesser les rencontres internationales de 1939 à 1945, sur le plan national, les rencontres de championnat se poursuivent. En 1939, dans le cadre du championnat, Montreux bat à Zurich, le Zurcher HC et le Rollscher. En juin 1941, Montreux remporte un match de championnat en recevant Genève lors de son septième match de la saison. Mais Genève remporte le match l'opposant cette fois à l'équipe réserve de Montreux.
L'année 1942 est marquée par une certaine tension. Alors que la presse se fait écho d'une fédération dissidente, le championnat régulier se termine en octobre, à égalité de points entre Montreux HC et le RC Zurich, ce qui occasionne des contestations et l'émission de deux protêts. Cependant bien que Zurich accepte de disputer une rencontre pour départager le vainqueur de la saison, la fédération suisse attribue la victoire à Zurich sans qu'aucune rencontre décisive ne soit disputée. La saison suivante de 1943 compte parmi ses participants de son tour final Montreux, Bâle, Genève, RSC Zurich,,.
En 1943, afin de donner un élan au rink hockey, les cadres de la fédération sont renouvelés sur décision des délégués lors d'une assemblée générale de la fédération suisse de patinage et de hockey sur roulettes. Arnold Wehrle de Zurich est nommé président centrale. L'année suivante, le championnat suisse est réformé. Sa nouvelle version est disputée en mai et juin 1944. Neuf équipes réparties en trois groupes (Zurich 1 et 2, Suisse Romande) voient de qualifier quatre équipes pour disputer un championnat en match aller-retour. La mise en place d'un championnat national à deux niveaux est également actés. Ce sont les deux équipes du HC Montreux qui se qualifient pour le groupe romand, et le Roller Zurich et le Zurich HC du côté alémanique et qui voit la victoire de Montreux HC reprenant son titre perdu contre le HC Roller de Zurich. Ces deux équipes sont conviées début août à participer aux Jeux de Genève.
À l'occasion de 20e anniversaire de la fédération internationale, un tournoi est organisé à Zurich mettant aux prises trois clubs de la ville, ainsi que Bâle et Montreux ce dernier remportant la victoire. Outre les clubs romands, la création de plusieurs clubs en Suisse alémanique permet en novembre 1944 d'organiser une rencontre entre les sélections de joueurs romands face à une sélection alémanique. L'équipe romande est composée de Crausaz, Gervaz I, Martinelli, Zanazze, Gervas II (Poncey). Le niveau des alémaniques progresse très rapidement si bien que l'équipe de Zuercher, considérée comme étant un adversaire à la hauteur de Montreux, remporte une rencontre face au Rollsporler de Zurich. En championnat, les deux équipes de Montreux, celle du Fortuna Zurich et du Roller Zurich s'opposent le 3 juin 1945. Et en 1946, deux équipes de Zurich affrontent deux équipes de Montreux dans le cadre de la finale de Série A et B. Montreux A obtient le titre face à Montreux B quelques semaines plus tard,.

#### Genève, de l'intégration aux jeux à l'obtention d'une salle
En 1942, la pratique des patins à roulettes est revenue au point que de même qu'en 1910, il est décidé à la suite de la séance d'État du 29 mai 1942 de règlementer l'usage du patin à roulettes dans l'espace urbain à partir de juillet 1942. Une telle mesure a également été prise en France à la Rochelle en 1947. En 1943, le Genève Rink Hockey Club ne possède pas de terrain. Il est obligé de jouer tous ses matchs chez l'adversaire. Cette situation qui dure depuis la fondation du club en 1939, et même antérieurement car les trois précédents clubs de la ville ont tout à tour disparu depuis l'éviction de leur salle en 1935. Le rink hockey est intégré pour la première fois à la 4e édition des Jeux de Genève de 1943. Cet évènement est une compétition omnisports annuelle cofondée en 1940 par Max Burgi qui en est le premier président du comité exécutif,. En août 1943, Montreux remporte le tournoi de hockey sur roulette dans le cadre des jeux de Genève, auquel étaient également conviés le Zurich HC et le Roller Zurich. Le tournoi connait un certain succès qui fait découvrir la discipline à de nombreux Genevois qui ignorent l'existence du club implanté dans la ville depuis douze ans. Le club genevois, ne possédant pas de salle, joue tous les matchs de championnat à l'extérieur. Néanmoins, le club compte sur la médiatisation au cours des jeux afin de pouvoir obtenir une salle. L'essai de 1943 d'introduire la discipline aux jeux ayant été estimé concluant, la discipline est maintenue lors de l'édition 1944.
Les compétitions de rink hockey dans le cadre des jeux de Genève ont lieu le 7 aout et voit la victoire française de Lyon devant les équipes de Bâle, Genève et Monza. La réputation de Genève leur permet d'être invité fin 1946 de participer à un tournoi en Belgique. Bien que Genève termine à la dernière place d'un tournoi remporté par les Anglais de Herne Bay, l'équipe suisse reçoit des invitations pour venir jouer à Nantes, Bruxelles et Gand. L'édition 1947, se déroule en août à Plainpalais et compte parmi ses participants la Belgique, second du championnat du monde de Lisbonne,. Les jeux accueillent les équipes du Klopstokia d'Anvers, de Lyon, de Novarre et de Genève. C'est la première fois qu'Anvers vient à Genève.
Peu avant les Jeux de Genève 1946, des associations sportives dont celle de rink hockey se réunissent le 14 juin 1946 afin de soutenir un projet de construction d'un Palais des Sports à Genève,. En 1947, l'assemblée constitutive du projet n'a pas eu de succès auprès des sportifs, mais une résolution a été votée pour que le comité poursuive le projet. Les équipements sportifs font défaut à Genève, mais pas uniquement pour le rink hockey. Les joueurs de basket ne disposent pas d'équipement en hiver. Du côté de la municipalité, celle-ci n'ayant jamais été convié aux réunions de projet, il n'y a pas eu d'avancée pour sa part sur le sujet depuis mai 1944. Le comité des sports genevois, dont pourtant le vice-président est membre du comité du projet, s'oppose à ce que le projet soit mené par autre que la municipalité. Fin 1947, une fondation est constituée par le comité pour soutenir le projet « Braillard » dont la localisation est envisagée dans le quartier des Grottes à Montbrillant, mais la rentabilité de l'entreprise, estimée insuffisante, retarde sa construction. Le coût des expropriations est trop important et la localisation envisagée est déplacée d'une centaine de mètres. La réutilisation partielle du Palais des expositions est la solution qui est retenue en utilisant des halls annexes et en juin 1950, les terrains sont finalement aménagés en une salle d'entrainement et une salle de compétition ayant une capacité d’accueil de 4 500 spectateurs. Le Pavillon des Sports, de la rue Bernard Dussaud, est inauguré par une équipe genevoise face à une équipe parisienne puis est investi dans le cadre du championnat suisse.
Cette même année, l'édition 1950 des Jeux de Genève ne s'est pas tenu en raison d'un nombre important d'événements sportifs ayant déjà eu cours durant l'année à Genève. Il est décidé de passer à un format bisannuel pour les jeux. Après cela, seule l'édition de 1951 se tient avant que les Jeux disparraissent,.

### Les années 1950, la grande époque
- 1947 : création de la FSRH, à Montreux.

« chaque printemps, les fêtes de Pâques ramènent à Montreux les joueurs internationaux de hockey sur roulettes. À l'éclosion et dans les jardins, d'une féérie multicolore, correspond le grondement frénétique des roulettes de cuir glissant sur le plancher de bois du Pavillon des Sports. De la sérénité parfumée que dispensent le long de la route les arbres fleuris de rose et d'or, les spectateurs venus à Montreux pour le rink hockey, passent à des combats forcenés disputés dans l'atmosphère tonitruante et enfiévrée qui caractérise ce sport passionnant entre tous. »

— Colette Muret, 1950
- août 1950 : Montreux remporte une large victoire en Allemagne face à Stuttgart[188].
- septembre 1950 : la série A du championnat suisse, qui correspond à la série romande, voit s'opposer quatre équipes en quatre match en un week-end[189].
- 1950 : devant 2 000 spectateurs dans la salle de la rue Bernard Dussaud, la Suisse fait match nul contre l'Italie alors qu'elle avait été lourdement défaite lors du précédent mondial[190],[191],[192],[193].
- 1950 : les anglais favoris remportent la coupe des nations[194].
- 1950 : Monza remporte le tournoi du HC Juventus, auquel participe Montreux, Anvers, Nuremberg et Lyon[195],[196].
- 1950 : Montreux bat Genève en marquant dans la dernière minute[197].
- 1951 : les Anglais, « maîtres incontestés de cette discipline », sont désormais détrônes par les Portugais mais aussi talonnés les Italiens et les Suisses (il n'est pas fait référence à l’Espagne)[198] ; Genève organise un tournoi international[199]
- 1952 : à l'instar du tournoi de Pâques du Montreux HC, la Juventus de Montreux organise un tournoi en automne réunissant les équipes championnes d'Espagne, du Portugal, d'Angleterre, d'Italie et de Suisse[200] ; inauguration du rink de la Pontaise[201] ; le championnat est divisé en deux niveaux : la Ligue Nationale A et la Ligue Nationale B (avant 1952)[201] ; les trois clubs de Montreux renoncent à déposer une candidature en raison de « l'impossibilité de trouver une piste adéquate permettant de caser un nombre suffisant de spectateurs et la difficulté d'assurer le financement normal de cette organisation »[202].
- 1953 : les matchs internationaux, comme la rencontre entre la Suisse et la Hollande, sont capables d'attirer le millier de spectateurs[203]. La Suisse qui organise le mondial accueille en début de compétition 2 000 visiteurs par jour. Les locaux en profitent pour faire organiser des excursions touristiques pour les participants[204]. Alors que la Suisse devait rencontrer l'Italie en compagnie de la Belgique lors du tournoi triangulaire de Sienne, les Belges font défections. Les Suisses faisant tout de même le déplacement sont vaincus par quatre buts à un[205]. L'équipe composée d'Indermut, Zurcher, Millasson, Pierre et Marcel Monney est défaite à Barcelona par l'Espagne[206]

- 1954 : la commission suisse des arbitres de rink hockey organise un cours d'arbitrage dirigé par M. Michel et L. Bloch, afin de former de nouveaux arbitres[207].

- 1955 : le ministre du Portugal à Berne est venu à Montreux lors de la coupe des Nations[208] ; 1 300 spectateurs viennent assister à une rencontre internationale contre la France[209].

- En 1956, le tournoi de Genève est retransmis à la télévision[210].

- 1956 : la Coupe des Nations continue son internationalisation en recevant pour la première fois la Yougoslavie. Les équipes nationales sont de plus en plus compétitives : la qualité de la préparation s'améliore[211] ; l'Association cantonale genevoise a renoncé à organiser la Ligue Nationale A de 1966 notamment en raison du manque de ressources financières : la Suisse ne compte uniquement que quatre pistes (Zurich, Montreux, Genève, Lausanne). Deux des clubs de Genève, Genève-Hockey Club et Acacias Rink-hockey, prennent en charge le championnat 1967. Quatre clubs zurichois prennent part à la compétition[212]. le championnat de genevois compte deux niveaux et quatre clubs (Genève, Acacias, UGS, Swissair)[213] ; la Suisse entretien des liens étroits avec l'Italie, notamment par l'organisation de rencontre[214] ; le comité central de la FSRH renonce à organiser l'édition 1957 des championnats du monde pour des raisons financières[215].

### Les années 1960, des difficultés croissantes
- 1957 : la Suisse refuse l'organisation du championnat du monde 1957 pour des raisons financières[216].
- 1958 : Montreux remporte la deuxième édition de la coupe de Suisse face au Roller Club de Zurich et le championnat suisse compte huit équipes[217] ; création du championnat vaudois auquel six clubs participent : Lausanne HC, Lion HC, Pully, Montreux HC, Étoile HC et Juventus HC[218] ; le rink hockey est « stationnaire » : alors qu'en Espagne et au Portugal, le rink attire des dizaines de milliers de spectateurs, en Suisse ce nombre est d'à peine 600 pour les tournois (hors coupe des nations)[219].
- 1959 : pour des raisons financières (2 000 francs suisse), Montreux refuse de renouveler sa participation à la West Europa Cup[220] ; l'ambiance des salles extrêmement bruyante rebute certains spectateurs de venir voir des rencontres[221].
- 1960 : l'équipe de Swissair bat Pully RHC en huitième de finale de la coupe de Suisse et rejoint le club de Lausanne dans un match dont il est prévu qu'il se déroule en juillet à Genève[222]. Le tirage au sort pour les demi-finales est faite en août : le Roller-Club de Zurich venant d'une division inférieure affronte le Lausanne RHC, tandis que Montreux affronte le Rollersport de Zurich[223]. Le président de la commission technique chargé d'organiser la coupe est Fritz Stettler[223].
- 1960 : À l'issue du championnat du monde, l'équipe de la République Arabe Unie se rend en Suisse. Elle y affronte dans un match amical une sélection locale, mais doit s'incliner face à elle[224].
- 1960 : les villes de Lausanne et de Montreux ont chacune au moins deux équipes engagées en championnat - Lausanne et Lion, ainsi qu'Étoile et la Juventus de Montreux -[224].
- 1960 : le club de Montreux compte une quarantaine de jeunes joueurs[225].
- 1961 : malgré quelques bons résultats, l'équipe nationale suisse peine à percer parmi l'élite mondiale, dominée par le trio latin Portugal, Espagne et Italie[226] ; le championnat vaudois comporte quatre équipes provenant de trois clubs[227]. Montreux remporte un tournoi d'automne à Barcelone face à Saragosse, Murcie et Oviedo-Cibeles alors que l'équipe s'est déplacé sans Marcante ni Monney[228].
- 1961 : Le club argentin de Harrods Gath y Chaves de Buenos Aires se rend en Europe et notamment en Suisse les 17 et 19 mai 1961[229]. L'équipe qui est l'une des meilleurs de son pays l'argentine - sélection qui a terminé à la troisième place lors du mondial précédent- joue également contre une équipe portugaise lors de sa tournée européenne[230]. L'équipe argentine remporte sa rencontre face à la sélection vaudoise par quatre buts contre un[231], puis perd sur le même score contre la sélection suisse. Parti d'Argentine le 9 avril 1961, les argentins annoncent avoir joué 21 rencontres en deux semaines, au Portugal, en Espagne, France, Belgique, Hollande et Suisse, et qu'il reste encore six rencontres à disputer en Italie avant d'embarquer à Naples pour retourner à Buenos Aires le 23 juin 1961[232].
- 1961 : le Montreux HC remporte la finale de la coupe suisse face au Rollersport de Zurich[233], bien que mené les locaux semblent avoir profité des importantes averses de pluies afin de reprendre l'avantage[234]. Quelques jours plus tard, Montreux remporte alors sa 37e édition du championnat suisse d'un championnat composé de huit équipes[235].
- 1961 : la Suisse est conviée au championnat du Monde qui se déroule au Chili en 1962. La Suisse s'était faite remarquée en ne participant pas à l'édition précédente[236].
- 1962 : deux rencontres de championnats se disputent en juin entre Lions et UGS, et entre Montreux HC et Genève[237].
- 1962 : Après 25 ans de suprématie, Montreux HC laisse le titre de champion de Suisse à Genève, avec une équipe composée de Genoud, Grimm, Marcante, Monod, Chevalley, Lehmann, avec comme responsable Juat[238]. Un match est prévu le 23 octobre contre l'Allemagne. Dans le cadre de la coupe de Suisse, Genève rencontre les Lions de Lausanne[239].
- 1962 : Lors de la coupe d'Europe le Portugal bat aisément la Suisse par sept buts contre un[239]. Mais la Suisse prend sa revanche face aux anglais par 5-2 et reste sur un score vierge contre l'Italie lors des championnats d'Europe juniors de Madrid[240].
- 1962 : certains terrains de hockey sur glace peuvent être transformé durant les périodes estivales en piste pour le patinage à roulettes[241].
- 1963 : Le tirage au sort de la coupe de Suisse se fait en mars[242].
- 1963 : le nombre d'équipe évoluant entre la ligue nationale et la ligue B est modifié à partir de l'année suivante[242].
- 1963 : une équipe nationale réserve est créée[242].
- 1963 : lors d'un tournoi international à La Haye remporté par Residentie, Montreux HC se classe à la troisième place tandis que Saint-Omer pour la France termine dernier[243].
- Lors de l'assemblée extraordinaire du 18 octobre, il est décidé que le Lausanne RHC soit maintenu en première ligue en 1962, mais joue d'office en ligue nationale en 1963[244].
- 1963 : La ville de Montreux décide de choisir des couleurs pour les clubs de sa ville, en prônant le bleu et blanc au vu des nouvelles armoiries de la ville. Le club de rink hockey, ainsi que de football qui joue soit les couleurs jaune et blanc conservent la possibilité de garder leurs couleurs[245].
- 1963 : neuf clubs prennent part à la coupe de Suisse[246], alors que huit prennent part au championnat qui début le 3 mai pour se terminer le 29 juin pour sa première partie avant de reprendre septembre, mis à part quelques rencontres juillet. Le championnat est alors composé de HC Étoile de Montreux, HC Genève, HC Juventus de Montreux, RHC Lausanne, RHC Lions Lausanne, Roller Club Zurich et Rollschuhsport Bâle[247]. Montreux HC prend en juillet une avance au classement provisoire du championnat face à Genève, avant l'interruption de saison qui se terminera en octobre[248]. Montreux parvient à réaliser le doublé coupe-championnat en remportant l'intégralité de ses matchs, en marquant 154 buts durant les seize rencontres du championnat[249].
- 1964 : le championnat suisse se déroule du 8 mai au 27 septembre 1964, avec entre-temps la coupe de Suisse[250]. Une unique rencontre international est prévu à Bâle qui doit voir s'affronter la Suisse à la Hollande[250], qui est retransmis à la radio[251].
- 1964 : du 2 au 2 octobre 1964, l'association cantonale vaudoise organise un tournoi international au Pavillon des Sports de Baulieu[252]. Le tournoi voit la victoire de l'Italie[253] devant la Suisse, la Hollande, l'Allemagne et la Belgique[254].
- 1965 : le championnat suisse débute le 30 avril 1965, soit après la Coupe des Nation[255],[256].
- 1965 : Montreux remporte pour la 6e fois la coupe à la suite de sa victoire face à Lausanne sur le terrain de Genève[257]. Le HC Montreux et Rollsport Zurich s'affrontent dans un match décisif pour déterminer le titre. Tandis que le match de barrage désignant les relégations entre la ligue national A et la ligue B a lieu le 13 octobre 1965[258],[259].
- 1966 : Montreux n'organise pas le tournoi de Pâques en raison de son refus de répondre favorablement aux exigences financières du Portugal qui veut voir doublé le montant de sa prise des frais de déplacements en passant de 3 000 francs à 6 000 francs[260].
- 1967 : certains clubs suisses (Lausanne RC, Lion Lausanne, Montreux) organisent des tournois en invitant des équipes étrangères (Gerona)[261] ; Montreux, Lausanne, Genève et Lion Lausanne sont en LNA, tandis que UGS II, Pully et la Juventus Montreux évoluent en LNB[262] ; un match de coupe d'Europe attire près de 700 spectateurs[263].
- 1969 : la Suisse même si elle n'est pas considérée comme favorite pour les compétitions, fait figure d'équipe prétendante au podium[264] ; après Genève et Montreux, Lausanne accueille pour la première fois le championnat d'Europe[265],[266] ; la Suisse sixième du championnat d'Europe n'obtient pas son billet pour le Mondial 1970[267].

### Les années 1980, une réorganisation
- 1975 : lors du tournoi de Montreux, les représentants des diverses disciplines décident de la création d'une conférence européenne[268].
- 1984 : la Coupe des Nations attirent 1 400 spectateurs lors de la « finale »[269].
- 1985 : le club de Villeneuve est le premier club suisse à participer au « mundialito » qui se déroule à Sao Paulo et Rio de Janeiro[270].
- 1995 : les supporters d'outre-Sarine sont peu enclins à se déplacer à Montreux, même pour la coupe des nations[271].

## L'organisation

### Les institutions gouvernantes
- 1937 : la fédération de hockey sur roulettes démissionne du comité olympique suisse[272].
- 1961 : J.P. Dufflon est le président central de la FSRH. Spillmann et Crausaz en sont les vices-présidents[233].
- 1963 : W. Kennel (Montreux) est le président de l'assemblée générale annuelle de la fédération suisse de rink hockey[242].

1963 : après cinq années d'absence Montreux réintègre l'ACVRH. 
- 1971 : Marcel Monney démissionne de la FSRH. Il est remplacé par Roland Spillmann[274].

### Les salles de rink hockey
L'importance des salles dans le rink hockey est cruciale et leur disponibilité est capable à elle seule de changer le cours de l'évolution de la pratique dans une région :

« Le rink hockey, sport national au Portugal, très goûtés des Espagnols et des Anglais, n'a pu en effet s'implanter dans les autres pays du Vieux Continent que là où des « skatings » suffisamment vastes pouvaient être mis à la disposition des patineurs à roulettes. »

« Quand on aura trouvé de bons emplacements - celui de la Salle communale de Plainpalais n'étant point parfait - le hockey sur roulettes deviendra un sport populaire de tous. »

- 1931 : le skating de Genève du boulevard Carlvogt accueille son premier match de rink hockey depuis 10 ans[50].

- 1954 : les quatre clubs de la ville de Genève se partagent l'unique salle du Pavillon des Sports, ce qui a des conséquences néfastes sur la compétitivité des équipes de LNA[277]. Les clubs de Bâle n'ont pas de terrains afin de recevoir des rencontres[278].
- 1955 : un tournoi international est organisé pour l'inauguration du Halle du Comptoir suisse[279].
- 1955 : la réouverture du Pavillon des Sports est inaugurée par une rencontre entre Genève et une sélection romande[280].
- 1957 : la ville de Montreux qui compte trois clubs (Étoile, Juventus et Montreux) inaugure une piste à ciel ouvert[281], dans le préau du Nouveau-Collège à Montreux[282]. L'année précédente, l'équipe première de Montreux ne s'est entrainée que onze fois avant la Coupe des Nations[283].
- 1961 : le Montreux HC remporte la finale de la coupe suisse face au Rollersport de Zurich[233], bien que mené les locaux semblent avoir profité des importantes averses de pluies afin de reprendre l'avantage[234]. Quelques jours plus tard, Montreux remporte alors sa 37e édition du championnat suisse d'un championnat composé de huit équipes[235].
- 1963 : lors d'une rétrospective sur le rink hockey publié dans la presse, il est évoqué que « le manque de pistes valables gêne chez nous le développement du rink hockey »[37].
- en décembre 1971, le casino de Montreux brûle accidentellement. Cet incendie, qui par ailleurs a inspiré la chanson Smoke on the Water du groupe Deep Purple, a d'importantes répercussions sur les compétitions montreusiennes de rink hockey. La Coupe des Nations de 1972 organisée par le club de Montreux ne peut avoir lieu[284].
- 1988 : achèvement du complexe de la halle de la Tronchenaz, utilisé à 75 % par le Rink hockey club de Villeneuve et celui du tennis. En 1989, une affaire se déclare sur le dépassement du coût de construction de la salle (3 millions de francs au lieu de 2 millions)[285].
- 1990 : inauguration de la Queue de l'Arves, complexe sportif de Genève[286].

### Les clubs suisses
L'apparition du rink hockey dans le canton de Berne se fait à partir de la fin des années 1970 et se poursuit tout au long des années 1980. Le club de Thunerstern se crée durant cette période, comme les clubs du Rollhockey Club Wimmis en 1975, Rollsport Club Uttigen en 1980, de RHC Diessbach en 1983.
De nombreux clubs suisses ont été créés par des anciens joueurs de Montreux n'ayant pas la possibilité d'y jouer.
- 1931 : création de l'Étoile Carouge qui devient par la suite le Servette HC[94] avant d'adopter le nom de Genève HC (en vigueur en 1943)[95].
- 1938 : Olten rejoint la fédération suisse de hockey sur roulettes[291].
- 1941 : le Lausanne R.H.C. est créé dans la salle du Comptoir suisse, il sera éventuellement transféré dans la patinoire de Montchoisy, Émile Crosa participe à l'assemblé constitutive[104].
- 1942 : les clubs de Fortuna et celui du Roll Sport Cluz Zurich rejoignent la fédération suisse[292].
- 1943 : participation du Zurcher Rollschuh Club a une compétition[293], de même que pour un club de Bâle[294].
- 1950 : Le Pully rink-hockey club est fondé en 1950[295].
- 1953 : dix équipes évoluent en ligue A : Montreux, Lausanne, Rollsport, Roller-Club, Juventus, RS Bâle, Genève, Étoile, Acacias, HC Bâle. Le ligue B romande se compose de : Lausanne II, Pully, Juventus, Genève, Montreux II, Étoile, Urania, Montreux III et Acacias[296].
- 1955 : la fédération suisse compte 14 clubs qui sont répartis en deux poules, romands et alémaniques, pour le championnat 1955. Le temps de jeu est allongé de 20 minutes à 25 minutes[297].
- 1963 : le club du Lions Lausanne compte le plus d’adhérents dans le pays, devant Montreux HC[298].
- 1970 : le Lions rink-hockey club s'affilie à Lausanne-sports[299].
- 1977 : le Hockey club de Vevey est créé par des « laissés pour compte du prestigieux HC Montreux »[300].
- (avant 1983) : le HC Vevey et Villeneuve fusionne[300] ; Winterthour est en difficulté sportivement ; il y a un conflit entre les Romands et les Allémaniques[300].
- 1985 : création du Roller Club Biasca[301].
- 1987 : création du Rollhockey Club Vordemwald[302].
- 1992 : la Suisse compte 25 clubs et un millier de licenciés[9].
- 2002 : des clubs allemands et autrichiens limitrophes se sont affiliés à la FSRH[303].
- 2012 : à la suite de la demande de la fédération suisse, le club du Jet RC Genève est créé en se détachant du club de Genève RHC[304].
- environs 2014 : 19 clubs suisse et 5 clubs étrangers sont rattachés à la Fédération suisse de rink-hockey[303].

| \| RHC Basel Berner RHC RC Biasca, 1985 ARS Colmar RHC Diessbach, 1983 RHC Dornbirn URH Feldkirch Genève RHC, 1939 Jet RC Genève, 2012 RRV Gottmadingen, 1982 RHC Gipf-Oberfrick Konstanzer REC RHC Langenthal Montreux HC, 1911 Pully RHC, 1950 SC Thunerstern RHC Uri RSC Uttigen, 1980 RC Uttigen-Devils RHC Vordemwald, 1987 RSV Weil RHC Wimmis, 1975 RHC Wolfurt HC Münsingen Wölfe \| Localisation géographique des clubs affiliés à la Suisse en 2016. |
| RHC Basel Berner RHC RC Biasca, 1985 ARS Colmar RHC Diessbach, 1983 RHC Dornbirn URH Feldkirch Genève RHC, 1939 Jet RC Genève, 2012 RRV Gottmadingen, 1982 RHC Gipf-Oberfrick Konstanzer REC RHC Langenthal Montreux HC, 1911 Pully RHC, 1950 SC Thunerstern RHC Uri RSC Uttigen, 1980 RC Uttigen-Devils RHC Vordemwald, 1987 RSV Weil RHC Wimmis, 1975 RHC Wolfurt HC Münsingen Wölfe                                                                         |

### Les licenciés
- 1924 : le rink hockey « n'est pratiqué que par de rares initiés et est encore bien ignoré »[51].
- 1957 : les trois clubs de Montreux comptent 80 membres actifs[306].
- 1962 : Gilbert Bollinger se réjouit d'avoir fait découvrir le rink hockey à cinquante enfants à une époque où le rink hockey est « pratiquement inconnu dans notre pays »[307].
- 1963 : Le Lions RHC est le club le plus important de Suisse en termes de licenciés devant Montreux[273].
- 1983 : il y a 400 licenciés en Suisse[308].
- 1992 : la Suisse compte 25 clubs et un millier de licenciés[9].
- 2016 : la Suisse compte 1 500 licenciés[309].

Le rink hockey suisse compte de grands noms, tant sur le plan national qu'internationale :
- Édouard Jaccoud (25 septembre 1907 à Montreux ; 9 janvier 1963 à Lausanne) est un entrepreneur et homme politique. Il œuvre énormément dans le monde associatif et notamment le rink hockey, dont il a été, président du Montreux HC, président de la FSRH (1951-1955)[310] et vice-président de la FIRH (1952-)[311]. En 1957, il est considéré comme le principal artisan de la construction de la piste à ciel ouverture inauguré à Montreux[281] et est membre du comité d'organisation de la Coupe des Nations[312].  Un challenge est disputé entre l'Italie et la Suisse à sa mémoire[313] : le vainqueur obtient le Coupe Jaccoud[314].
- Jacky Miauton (avril 1959 à 40 ans[315]) est un membre du comité d'organisation de la Coupe des Nations[312] et président du Montreux HC. Lors de la Coupe des Nations 1960, un challenge est remis à sa mémoire à l'équipe la plus sportive de la compétition[316].
- Louis Bloch, membre du comité d'organisation de la Coupe des Nations[312]. Il est également arbitre[317] et un international suisse durant l'entre-deux Guerre jouant à Montreux[318] mais ayant aussi encadrée le club de Genève HC[94]. Un challenge à sa mémoire est créé lors de l'édition 1965 de la Coupe des Nations[319].
- les frères Albert
- F. Renkewitz : président de la Fédération internationale de patinage à roulettes[320] ;
- Otto Mayer[38] : chancelier du CIO[320]
- les frères[321],[322],[323] Pierre et Marcel Monney
- Tony Marcante
- Arnold Mégroz (17 juin 1963 à 81 ans[324]) est un professeur de culture physique qui fut l'un des premiers artisans de l'introduction du rink hockey en Suisse. Il ouvre un skating à Lausanne avant la Première Guerre mondiale et est le premier vice-président de la Fédération suisse de hockey sur patins à roulettes.

## La compétition

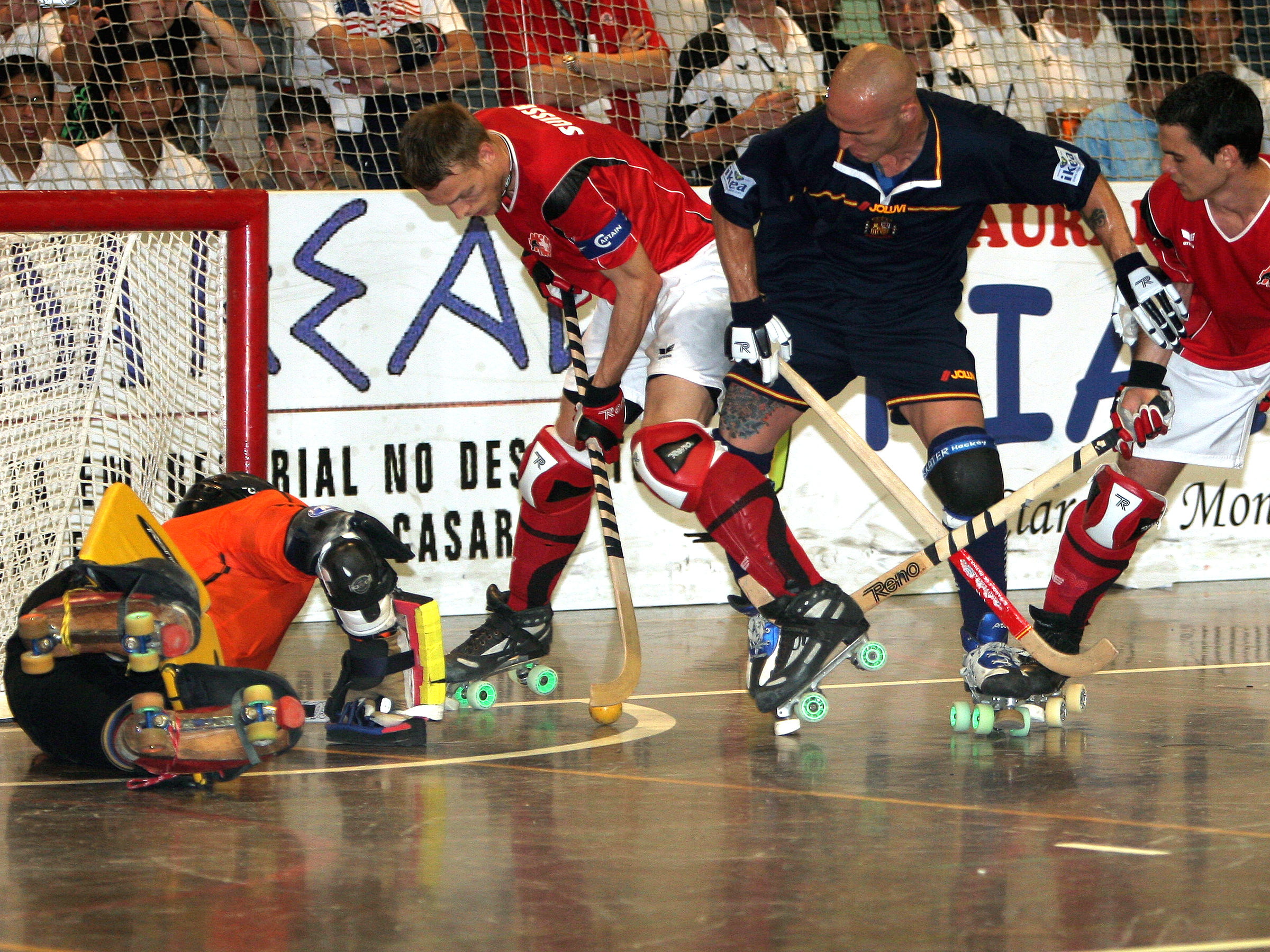
La Suisse perd face à l'Espagne lors de la finale du Championnat du monde 2007

### L'équipe nationale
- 1964 : la Suisse organise un tournoi face à des équipes nationales (Allemagne, Belgique, Hollande et Italie)[325].
- 1973 : l'équipe nationale suisse ne gagne aucun match lors d'un tournoi à Bâle, face aux clubs local, un allemand et un espagnol[326].

#### Mondial
- 1960 : la Suisse ne participe pas au championnat du Monde[327].
- 1962 : étonnamment, la Suisse fait égalité contre le Brésil au championnat du monde[328].
- 1968 : la Suisse est décevante lors du mondial[329].
- 2007 : la Suisse organise pour la quatrième fois les Championnats du Monde à Montreux. L'équipe Suisse s'incline en finale face à l'Espagne.
- 2017 : pour la première fois depuis 1988, l'équipe de Suisse n'est pas présente au mondial.

Les années 1970-80 sont difficiles pour l'équipe suisse. Celle-ci est en retrait par rapport aux meilleures sélections mondiales. Durant cette période, elle est absente de six éditions et ne parvient pas à dépasser une huitième place.

#### Europe
L'histoire de l'équipe nationale au championnat d'Europe remonte à l'origine de cette compétition. La Suisse est présente dès la première édition, en 1926, et même lors des éditions officieuses antérieures. Montreux, qui grâce à son expérience d'organisation de grands événements acquise depuis la création de son Tournoi de Pâques quelques années auparavant, accueille le championnat en alternance avec la ville anglaise d'Herne Bay. Cette alternance est relativement courte s'arrête en 1933 lorsque l'édition n'a pas lieu. Montreux et quelques autres villes organisent ponctuellement certaines éditions du championnat. De tout temps et à toute époque, la Suisse est présente au championnat d'Europe ce qui est un cas unique : en 2014, à la suite de la non-participation de l'Angleterre au championnat d'Europe, la Suisse devient l'unique pays à avoir participé à l'ensemble des éditions du championnat d'Europe. En 2021, la fédération suisse décide de ne pas engager d'équipe pour les championnats d'Europe. Il s'agit de la première fois de l'histoire que l'édition masculine du championnat d'Europe se déroule sans la présence de la sélection helvète.
Comme le présente le graphique, la Suisse n'a jamais remporté le championnat européen. La maîtrise totale des Anglais durant l'entre-deux Guerres puis, les dominations successives du Portugal, de l'Espagne et épisodiquement par l'Italie, n'a pas permis aux Suisses de s'imposer dans cette compétition. Elle est tout de même parvenue à monter six fois sur le podium dont à deux reprises à la seconde place en 1937 et en 2006. À l'opposé, elle est revenue à six reprises en obtenant la dernière place.

### Coupe des Nations
- 1924 : lors du championnat d'Europe à Montreux, c'est la première fois qu'une équipe allemande rencontre une autre équipe depuis la Guerre[74].
- 1933 : les clubs participants à la compétition sont ceux qui ont fini champion de leur pays[331].

« Aux approches de Pâques cependant une révolution mineure vient secouer cette sérénité parfumée. Un souffle viril passe sur le jardin, et des fenêtres disparaissent les patineurs désuets, remplacés par une dizaine de diables armés de crosses qui se disputent furieusement la possession d'une boule de caoutchouc. Un puissant tintamarre produit par le glissement des roulettes de buis sur le plancher de bois souligne leurs efforts qui sont encore appuyés par les clameurs de 3000 personnes frénétiquement accrochés sur les balcons de fer forgé qui surplombent le rink ! Telle est l'atmosphère dans laquelle se dérouleront les championnats du monde  de hockey sur roulettes qui débute à Montreux »

— Colette Muret, 1948.
Le journaliste sportif Squibbs commente régulièrement du rink hockey lors de grands évènements tels que la Coupe des Nations. La coupe des Nations est radiodiffusée annuellement de 1946 à 1965,,,,,,,,,,, et des reportages le concernant sont retransmis régulièrement à la télévision durant cette même période,,,,.
- 1957 : les organisateurs de la coupe des Nations adressent des invitations aux pays les mieux classés au championnat du monde[349].
- 1966 : la coupe des Nations de Montreux est interrompue pendant une année[350] en raison d'une annulation des organisateurs faisant suite à une demande financière trop élevé de la part du Portugal (6 000 francs au lieu de 3 000 francs[351].
- 1967 : l'équipe de suisse est fébrile lors de la Coupe des Nations en se faisant peut sur certains matchs[352].
- 1971 : lors de la coupe des nations, l'équipe nationale suisse est vieillissante, l'Argentine fait sa première apparition[353].
- 1972 : le casino de Montreux brûle et provoque l'annulation de la Coupe des Nations 1972[284].
- 1978 : la Coupe des Nations continuent son internationalisation en invitant à nouveau l'équipe des États-Unis[354],[355], mais cette dernière se désiste au dernier moment et repousse ainsi sa première apparition[356] ; la compétition n'attire plus que 800 spectateurs[357].

- 1993 : alors que le nombre de spectateurs moyen est de 150 en championnat, la coupe des Nations en attire 9000. Sertaozinho, est le premier représentant du Brésil[358].
- 1994 : la Coupe des Nations, ayant réuni près de 2 500 spectateurs, est qualifiée comme étant le « plus prestigieux tournoi de rink-hockey jamais mis sur pied »[359], elle est organisée exceptionnellement cette année en raison de la célébration des 70 ans de la fédération internationale[271] et accueil à la fois l'Argentine championne olympique et une sélection américaine[360].

### Les clubs

#### Compétitions internationales
- 1966 (1965?) : le club de Montreux ne participe pas à la Coupe d'Europe en raison de difficulté financière[361].
- 1992 : la Suisse engage au moins quatre clubs en coupe européenne[362].

#### Compétitions nationales
- 1951 : la ligue A comporte quatre équipes (Montreux, Étoile, Juventus, Genève), de même pour le groupe I de la ligue B (Juventus, Lausanne, Étoile, Montreux)[363].
- 1953 : dix équipes évoluent en ligue A : Montreux, Lausanne, Rollsport, Roller-Club, Juventus, RS Bâle, Genève, Étoile, Acacias, HC Bâle. Le ligue B romande se compose de : Lausanne II, Pully, Juventus, Genève, Montreux II, Étoile, Urania, Montreux III et Acacias[296]. Une finale est organisée entre la poule romande et la poule alémanique du championnat de ligue B[364].
- 1954 : le championnat est divisé en deux séries et possède un tour final[365]. La fédération suisse décide d'organiser pour la première un championnat junior[278].
- 1956 : la LNA peut se dérouler sous le forme de plateau, le dimanche[366] ou autre[367],[368].
- 1959 : les jeunes ont un championnat[369] ; la municipalité de Genève verse 5 000 francs de subvention pour le championnat[370].
- 1967 : le championnat est réorganisé lors d'une réunion de la Fédération suisse de rink-hockey[371].
- 1971 : la LNA est composée de huit équipes et la LNB de six[372].
- 1992 : le club d'Uttigen termine dernier du championnat[373].

## Vie publique

### La popularité
« Sur la piste cimentée crissaient joyeusement les patins à roulettes de tout une jeunesse d'avant l'adolescence, une jeunesse que je ne connais pas, séparé que j'en suis par des années particulièrement dévoreuses d'illusions et de foi. »

— Jean Pierjant, 1946.

« Qui ne se souvient pas entre autres de ces fameuses parties de « hockey en salle », la terreur des locataires de l'immeuble, ces joutes aussi bruyantes que pacifiques réunissant des citoyens de la bonne bourgeoisie, de toutes professions, heureux de se détendre corps et âme - c'était joyeux! »

En 1953, certains matchs du championnat sont radiodiffusées.
- 1962 : une lettre ouverte s'opposant à l'entrée des sports à la Maison de la Culture prend l'exemple du rink hockey comme discipline extravagante au même titre que les fusées modèles réduits ou le catch[377].

### L'organisation de compétitions
La Suisse a l'habitude d'organiser des compétitions internationales et de nombreuses de ses villes ont accueilli des éditions de championnats européens ou mondiaux. Les compétitions sont intégralement organisées en Suisse romande dans les villes situées autour du lac Léman, mis à part deux éditions au début des années 2000 qui ont lieu dans la ville de Wimmis. En dehors des années 1960-70 durant lesquelles elle n'organise qu'une seule compétition internationale, la Suisse a toujours régulièrement organisés des grands championnats.
Outre la Coupe des Nations, la ville de Montreux, berceau historique du rink hockey suisse, a organisé de très nombreuses compétitions. Elle organise les éditions séniores 1927, 1929, 1931 (à la suite du désistement de la France), 1939, 1948, et cadettes en 1994. Depuis que les championnats européen et mondial sont séparés, seul Montreux a accueillis un Mondial sénior en 2007. À l'autre rive du lac Léman, Genève accueille sa première édition du championnat européen en 1953, 1959 ; pour les catégories juniors elle reçoit les éditions 1981 et 1999 et en cadet l'édition 2011 ; elle accueille également la première édition officielle du championnat européen féminin en 1991. Entre les deux villes, le Pavillon de Lausanne accueille le championnat d'Europe 1969. Villeneuve est aussi le siège du championnat junior 1992 et cadet en 1988 et plus récemment la ville de Pully reçoit l'édition 2016 de cette même compétition.
La Suisse alémanique, et notamment le canton de Berne qui a vu le rink hockey se développer seulement à partir des années 1980, n'a pas d'expérience dans l'organisation comme peut l'avoir Montreux avec sa Coupe des Nations, n'a organisé que de très rares éditions. Seul le canton de Berne avec la ville de Wimmis a accueillis un championnat européen sénior en 2000 et trois ans plus tard, l'édition cadette 2003.

### Une discipline scolaire
- 1957 : le club suisse d'Urania-Genève-Sports tente d'introduire la discipline dans le milieu scolaire en organisant un tournoi[380].
- 1961 : à partir de 1961, les enfants ont la possibilité dans le cadre des Jeudis du Sport de pratiquer le rink hockey[381].
- 1964 : le service des sports propose le rink hockey comme activité aux enfants[382]. Cela perdure encore en 1967[383]. La discipline est toujours proposée en 1994[384].

### Le rink hockey au féminin
- 1961 : il n'existe pas d'équipe féminine de rink hockey, alors que pourtant elles étaient admis dans les équipes 50 ans auparavant[385].
- 1994 : la Suisse participent au championnat du monde féminin[386].

Durant les années 2010, la fédération suisse met en place Projekt2020 qui a pour objectif de permettre d'avoir une équipe féminine dans les quatre meilleures équipes mondiales pour 2020.